# Eduardo Arranz-Bravo

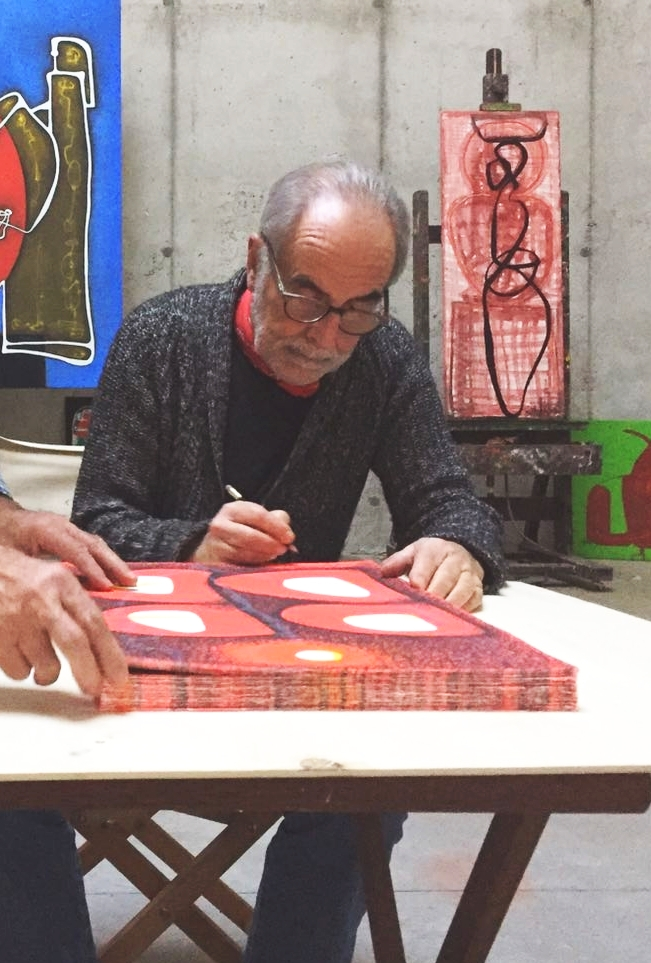
Eduardo Arranz-Bravo (2016)

Eduardo Arranz-Bravo (geboren am 9. Oktober 1941 in Barcelona; gestorben am 20. Oktober 2023 in Vallvidrera) war ein spanischer Maler und Bildhauer.

## Leben
Eduardo Arranz-Bravo war der jüngste Sohn des Basken Antolín Arranz de Blas und der Argentinierin Angélica Bravo de Laguna; auch seine sechs Geschwister waren Jungen. Ab 1951 besuchte er die Sekundarschule am Institut Menéndez y Pelayo in Barcelona. Der Lehrer für Kunst suspendierte ihn vom Unterricht, weil er glaubte, dass Eduardo die von ihm vorgelegten Arbeiten kopiert habe. 1958 reiste er nach Paris und malte dort eine Reihe von abstrakten Bildern. 1959 begann er ein Studium an der Reial Acadèmia Catalana de Belles Arts de Sant Jordi. Die konservative Einstellung seiner Lehrer enttäuschte ihn. Positiver Aspekt seiner Studien waren die Freundschaften mit seinen Kommilitonen, insbesondere Rafael Bartolozzi, mit dem er intensiv zusammenarbeitete. 1961 unternahm er eine Studienreise nach Italien. Im selben Jahr hatte er seine erste Einzelausstellung mit 15 Gemälden im Universitätsclub in Barcelona.
Von 1968 bis 1970 gehörte er zu einer Gruppe von Künstlern um Gerard Sala, Robert Llimós und Rafael Lozano Bartolozzi. Mit ihnen arbeitete er bis 1982 abwechselnd in Gruppen- und Einzelausstellungen zusammen. Diese Kontakte beeinflussten seine frühen Arbeiten. Gemeinsam mit Bartolozzi entstanden die Wandmalereien in Parets del Vallès (1968), an einer Hotelanlage in Magaluf (1973), an der Fassade des Internationalen Zentrums für Fotografie in Barcelona (1978) und am Haus von Camilo José Cela auf Mallorca (1979). 1971 präsentierte er in der Galerie Bleu in Stockholm seine Serie Tauromaquias sowie Skizzen und Marmorskulpturen. Im selben Jahr nahm er an der Muestra de Arte Nuevo in Barcelona teil, und Arbeiten von ihm waren im Louvre bei der Ausstellung  Picasso 90 zu sehen. 1971 bis 1972 nahm er an den Experiencias Conceptuales Escola Eina in Barcelona teil und 1973 bis 1974 an Mirò 80 auf Mallorca. Weitere Ausstellungen seiner Werke fanden in den 1970er Jahren in einer Reihe von Galerien statt. 1979 war im Ausstellungszentrum Tinell in Barcelona seine Gemeinschaftsarbeit mit Bartolozzi, Mides universals, zu sehen.
1980 war er bei der 39. Biennale von Venedig vertreten. 1982 präsentierte er seine Serie Abraçades in der Galerie Miguel Marcos in Saragossa. 1983 fand im Ausstellungszentrum Gaspar in Barcelona eine anthologische Ausstellung seiner Werke statt. Ferner organisierte er Veranstaltungen, veröffentlichte Bücher, Skulpturen und Holzkonstruktionen.
1984 gab der Bürgermeister von L’Hospitalet de Llobregat bei ihm eine Skulptur in Auftrag, die als Symbol für die Stadt stehen sollte. Das Werk, L’Acollidora, entstand zunächst in kleiner Fassung und ist seit 1985 im Rathaus der Stadt ausgestellt. 1986 wurde es die entsprechende Großskulptur zur Diada de Sant Jordi in der Rambla Just Oliveras eingeweiht. Zwischen 1986 und 1988 schuf er eine Serie von Lithografien mit dem Titel La Casa und wirkte als künstlerischer Leiter an den Filmen El balcón abierto und Luces y sombras von Jaime Camino mit. Ebenfalls in den 1980er Jahren entstanden die Polyptychen Es Nalos (1980), Epidauro (1982), Hotel Grec (1982) und Prima Pantocrator (1988).
1989 gab es eine große anthologische Ausstellung seiner Werke im Palau Robert in Barcelona dem Paço Imperial in Rio de Janeiro. In den 1990er Jahren ließe er sich in Vallvidrera nieder. Er nahm eine künstlerische Beziehung mit den Galerien Franklin Bowles in New York und San Francisco auf, mit denen er mehr als 15 Ausstellungen realisiert. 2009 gründete er die Fundación Arranz-Bravo in L’Hospitalet zur Förderung seines Werks und daraus sich entwickelnder künftiger Kunst. Ab 2010 war er in Galerien in China und Russland vertreten. 2015 fand in L’Hospitalet und in Terrassa die große Ausstellung Magnus von Gemälden Arranz-Bravos statt. Anlässlich seines 75. Geburtstages organisierte seine Stiftung eine Retrospektive mit  75 seiner Arbeiten, ausgewählt von 75 Personen aus der Welt der Bildenden Kunst.
Seine Arbeiten sind unter anderem im Museo Reina Sofía in Madrid zu sehen, im Museo de Bellas artes in Vitoria-Gasteiz und in Museen in São Paulo und Sevilla.
Eduardo Arranz-Bravo starb am 20. Oktober 2023 in seiner Wohnung in Vallvidrera (Barcelona).